# Berghamn, Houtskär
För andra betydelser, se Berghamn eller Storlandet.
Berghamn eller  Storlandet är en ö i Finland. Den ligger i Skärgårdshavet och i kommunen Pargas i den ekonomiska regionen  Åboland i landskapet Egentliga Finland, i den sydvästra delen av landet. Ön var del av före detta kommunen Houtskär. Berghamn ligger omkring 62 kilometer sydväst om Åbo och omkring 200 kilometer väster om Helsingfors.
Öns area är 2,4 kvadratkilometer och dess största längd är 2,4 kilometer i nord-sydlig riktning. Ön höjer sig omkring 50 meter över havsytan.
Berghamn är den största ön av de närliggande öar, som formar byn Berghamn. Berghamn är fast bebodd och fem personer bor på ön året runt. Öar som ligger i närheter är bland annat Luk, Röst, Hamnholm, Högholm och Roskär, varav Luk och Röst är också fast bebodda.